# Powiat Naka (Fukuoka)
Powiat Naka (jap. 那珂郡 Naka-gun) – dawny powiat w Japonii, w prefekturze Fukuoka.

## Historia

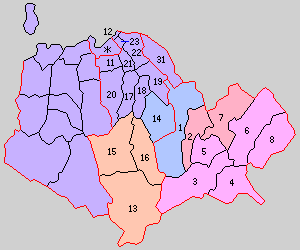
Powiat Naka (11–23 – 1889 r.)

W pierwszym roku okresu Meiji na terenie powiatu znajdowała się 1 miejscowość i 70 wiosek.
Powiat został założony 1 listopada 1878 roku. 1 kwietnia 1889 roku powiat został podzielony na 13 wiosek: Kego, Toyohira, Minamihata, Kasuga, Iwado, 安徳村, Miyake, Osa, Naka, Yahata, Sumiyoshi, Katakasu i Chiyo.
1 kwietnia 1896 roku powiat Naka został włączony w teren nowo powstałego powiatu Chikushi. W wyniku tego połączenia powiat został rozwiązany.